# Dagmar Gabler
Dagmar Gabler (* 1966) ist eine deutsche Drehbuchautorin, die in Berlin lebt.

## Biografie
Gabler wuchs bei Regensburg auf. Nach dem Abitur studierte sie in Ulm Schauspiel, es folgten Theater-Engagements in Amsterdam und Hamburg. Anschließend war sie Mitglied einer freien Berliner Theatergruppe unter der Leitung der Regisseurin Nelia Veksel und absolvierte ein Drehbuchstudium an der Deutschen Film- und Fernsehakademie Berlin, das sie mit dem Diplom abschloss.

## Wirken
Der Kurzfilm Fuck the Pigs! nach ihrem Drehbuch gewann den Murnau-Kurzfilmpreis, ihr Debüt mit einem Drehbuch für den Langfilm Mitfahrer – Jede Begegnung ist eine Chance von 2003 lief auf der Berlinale als Eröffnungsfilm der Reihe Perspektive Deutsches Kino und wurde 2004 mit dem Studio Hamburg Nachwuchspreis sowie dem Aubagne Screenwriter Award ausgezeichnet. Das Drama Close, den sie mit dem Regisseur Marcus Lenz schrieb, gewann 2005 den Achtungberlin!-Award.
Danach schrieb sie Drehbücher für das Kino und u. a. für die Fernseh-Kriminalreihe Tatort.

## Filmografie
- 2000: Alex 2000
- 2001: Fuck the Pigs!
- 2004: Mitfahrer – Jede Begegnung ist eine Chance
- 2004: Close
- 2007: Porno!Melo!Drama!
- 2009: Schläft ein Lied in allen Dingen
- 2009: Tatort: Schiffe versenken
- 2010: Tatort: Schlafende Hunde
- 2010: Songs of Love and Hate
- 2011: Tatort: Unter Druck
- 2014: Tatort: Der Fall Reinhardt
- 2014: Tatort: Brüder
- 2015: Tatort: LU
- 2016: Tatort: Wir – Ihr – Sie
- 2017: Der Sohn
- 2019: Electric Girl
- 2020: Der Usedom-Krimi: Nachtschatten
- 2023: Tatort: Hackl
- 2023: Der Irland-Krimi – Mord über Galway (Krimiserie Folge 8)
- 2025: Tatort: Charlie